# 马哈姆
马哈姆（Maham），是印度哈里亚纳邦Rohtak县的一个城镇。总人口18166（2001年）。

## 人口
该地2001年总人口18166人，其中男性9742人，女性8424人；0—6岁人口2720人，其中男1532人，女1188人；识字率66.00%，其中男性为72.45%，女性为58.54%。